# Jacob Bouverie
Jacob Bouverie, 1er vicomte Folkestone (baptisé le 14 octobre 1694 - 17 février 1761) est un homme politique anglais d'origine huguenote, titré Jacob Bouverie, 3e baronnet de 1737 à 1747.

## Biographie

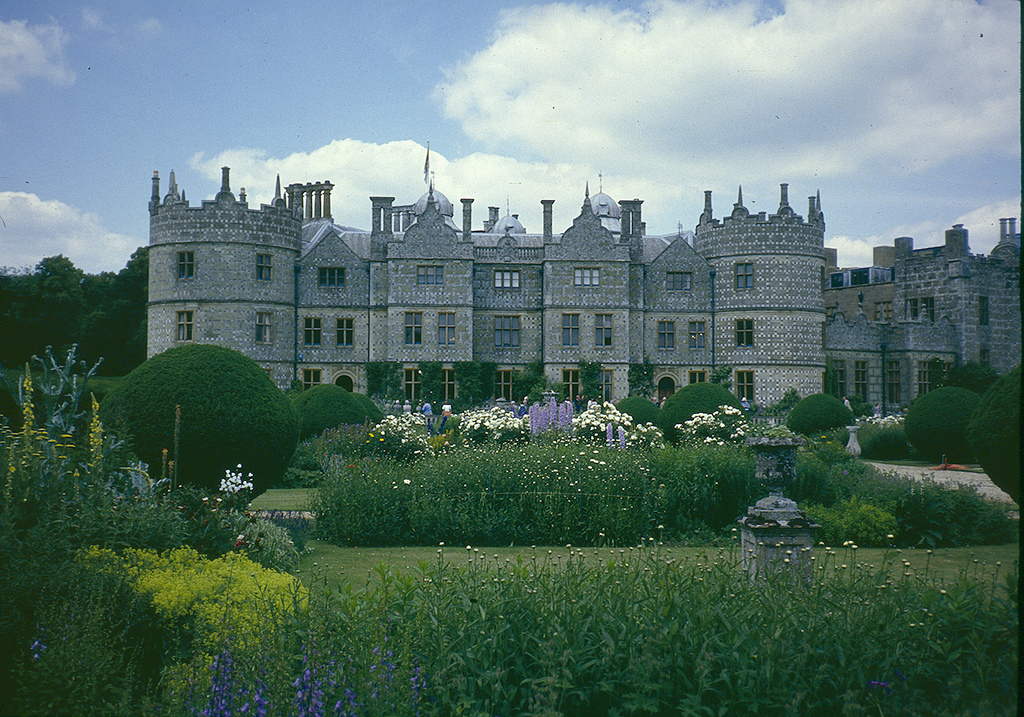
Château de Longford, Wiltshire

Né Jacob des Bouverie, il est baptisé le 14 octobre 1694 à St Katharine Cree, à Londres, fils de William des Bouverie, 1er baronnet et de sa deuxième épouse Anne Urry.
Il est admis au Middle Temple en 1708 et est immatriculé à Christ Church (Oxford) le 20 octobre 1711. Le 21 novembre 1736, il succède à son frère aîné, Edward, comme baronnet et hérite du château de Longford. Il supprime le préfixe "des" de son nom de famille par une Loi du Parlement du 22 avril 1737,,.
Il est député de Salisbury au Parlement de Grande-Bretagne de 1741 à 1747 et est nommé rapporteur de Salisbury en 1744,.
Il est créé vicomte Folkestone et baron Longford le 29 juin 1747 et est nommé l'un des lieutenants adjoints de Wiltshire le 8 novembre 1750. En 1755, il est élu premier président de la Société pour l'encouragement de l'art, de la manufacture et du commerce.

## Famille
Il épouse, en premières noces, Mary Clarke le 31 janvier 1724 à la cathédrale St Paul, Londres, fille de Barthélémy Clarke, marchand, de Hardingstone dans le comté de Northamptonshire et Mary Young, sœur et unique héritière d'Hitch Young député, de Roehampton, dans le Surrey. Ils ont cinq fils et six filles mais seulement deux fils survivent à l'enfance. L'aîné hérite ensuite et son deuxième fils survivant, Edward, qui épouse Harriet Fawkener devient propriétaire de l'Abbaye de Delapré :
- William Bouverie (1er comte de Radnor) (26 février 1725 - 28 janvier 1776)
- Mary Bouverie (29 avril 1726 - 1729)
- Jacob Bouverie (3 avril 1727 - 15 mars 1731)
- Bartholomew Bouverie (6 avril 1728 - 6 mars 1741)
- Anne Bouverie (7 octobre 1729 - 31 octobre 1813), mariée à George Talbot
- Mary Bouverie (2 octobre 1730 - 12 novembre 1804), mariée à Anthony Ashley-Cooper (4e comte de Shaftesbury)
- Harriet Bouverie (2 octobre 1731 - 13 décembre 1731)
- Charlotte Bouverie (11 novembre 1732 - 14 mars 1809), mariée à John Grant (décédé le 8 janvier 1804)
- Edward Bouverie (né le 18 janvier 1734, décédé jeune)
- Harriet Bouverie (17 octobre 1736 - 12 novembre 1777), mariée à James Tylney-Long, 7e baronnet
- Edward Bouverie (5 septembre 1738 - 3 septembre 1810)

Mary est décédée le 16 novembre 1739 et est enterrée à Britford, Wiltshire. Il épouse, le 21 avril 1741 à Swanscombe, dans le Kent, Elizabeth Marsham, fille aînée de Robert Marsham (1er baron Romney), et d'Elizabeth, fille de l'amiral Cloudesley Shovell. Ils ont deux fils:
- Jacob Bouverie (4 juin 1742 - 4 février 1745)
- Philip Bouverie Pusey (8 octobre 1746 - 14 avril 1828)